# Ein gerader Rauch
Ein gerader Rauch (englischer Originaltitel: Tree of smoke) ist ein Roman des US-amerikanischen Schriftstellers Denis Johnson. Er erschien 2007 beim New Yorker Verlag Farrar, Straus and Giroux. Die deutsche Übersetzung von Bettina Abarbanell und Robin Detje publizierte der Rowohlt Verlag im Jahr 2008.

## Kurzbeschreibung
Ein US-Colonel entzieht sich der Kontrolle seiner Vorgesetzten und baut sich während des Vietnamkriegs in Südvietnam eigenmächtig seine eigene kleine Armee und „seinen eigenen kleinen Geheimdienst“ auf, um mit spezieller psychologischer Kriegsführung gegen die Kommunisten vorzugehen. Darüber hinaus dreht der Roman „sich um das Schicksal einer Handvoll von Figuren“, das sich teilweise in Südostasien erfüllt, sie teilweise wieder in den USA zurückführt.

## Inhalt
Titelgebender Haupthandlungsstrang
In dem am Fuße eines Berges gelegenen Dorf Cao Phuc, nahe der Tunnel von Củ Chi und „nicht weit von Saigon entfernt“, taucht im Jahr 1964 ein US-Colonel namens Francis X. Sands zu einer Propagandafilm-Vorführung auf, die durch einen fehlgeschlagenen Handgranaten-Anschlag eines Vietcong-Kämpfer namens Trung Than gestört wird. Jener Colonel hat „irgendeinen besoffenen Kommandeur einer Hubschrauber-Angriffsstaffel überredet, auf diesem Berg eine Landezone zu sichern“: einen Hubschrauber-Stützpunkt. Nach der Besichtigung der „Landezone“ besucht der Colonel seinen britischen Bekannten Anders Pitchfork und seinen Neffen Skip in San Marcos, eine Auto-Tagesreise von Manila entfernt. Skip ist seit vier Jahren CIA-Mitarbeiter und frustriert: Für den Colonel pflegt er dessen „private nachrichtendienstliche Bibliothek“: Informationen aus Vietnam und Mindanao, bestehend aus 19000 Karteikarten in Karteikartenkästen. Skip mag nicht länger Querverweise zwischen den Karteikarten erstellen, „ausschneiden und kleben“ und fleht seinen Onkel an: „Verschaff mir einen Posten in Vietnam.“ Er würde die „Bibliothek“ dorthin mitnehmen, dort weiter arbeiten. Der Colonel willigt ein. Vorher allerdings soll Skip einen Geistlichen namens Carignan ausspionieren, der vermeintlich „in den Waffenschmuggel moslemischer Guerillagruppen auf Mindanao involviert war“ und vor Skips Augen durch den BND-Agenten Dietrich Fest getötet wird. Skip ist von der Verwicklung seines Onkels sowie des philippinischen Majors Eduardo Aguinaldo in den Mord überzeugt: „Der Colonel, Eddie Aguinaldo, der Deutsche. Sie waren hierhergereist, und niemand hatte es ihm [=Skip] mitgeteilt.“ Carignan hatte zuvor die sterblichen Überreste eines STA-Missionars an dessen Witwe Kathy übergeben, mit der Skip eine mehrtägige Affäre eingeht.
Skip verbringt anschließend in den USA ein Jahr unter anderem zum Vietnamesisch-Lernen sowie für das abstruse, letztlich abgebrochene Projekt, eine Enzyklopädie vietnamesischer Mythologie zusammenzustellen. Der hochrangige CIA-Mitarbeiter Charles Showalter teilt Skip mit, der Colonel leite inzwischen eine Arbeitsgruppe Psychologische Kriegsführung (PsyOps) unter dem Dach des militärischen Oberkommandos der US-Streitkräfte in Vietnam. Über die Philippinen reist Skip im Dezember 1966 zusammen mit der privaten nachrichtendienstlichen Bibliothek des Colonels in Vietnam ein. Noch bevor Skip seinen Onkel wiedersieht, wird Skip durch den ihm bekannten Geheimdienstler Rick Voss mit einem obskuren, unausgereiften und unveröffentlichten Zeitschriften-Artikel konfrontiert, den der Colonel zusammen mit Voss verfasst hat und den Voss eigenmächtig weiterreichte, „um mich bei ein paar Leuten einzuschleimen, die ihn nicht mochten“. Durch den Artikel wird Skip mit der Metapher des Geraden Rauchs konfrontiert, denn in dem Artikel heißt es: „Ein gerader Rauch – (Rauchsäule, Feuersäule) ‘Leitlicht‘ einer ernsthaften Zielsetzung für die Aufklärungsfunktion: Das Zusammentragen von Informationen soll wieder zur wesentlichen Aufgabe nachrichtendienstlicher Operationen gemacht werden, anstatt Rechtfertigungen für politische Strategien zu liefern. Tun wir das nämlich nicht, besteht der nächste Schritt für karrierebewusste, machtgeile, zynische, abgestumpfte Bürokraten darin, mittels nachrichtendienstlicher Aufklärung Einfluss auf die Politik zu nehmen. Der letzte Schritt wäre dann, Dinge zu erfinden und sie unseren Regierenden zuzuspielen, um die Richtung der Politik zu bestimmen. AUSSERDEM: ‘Gerader Rauch‘ – denke dabei auch an die Säule des Atompilzes.“ Inzwischen hat der Colonel sich in Cao Phuc, als „die Fünfundzwanzigste Infanterie anmarschiert kam, […] sozusagen einen Zug ausgeliehen und ihn […] unter wechselnden Vorwänden dort“ behalten. Rechte Hand des Colonels ist Jimmy Storm. „Sergeant Storm ist der PsyOps-Verbindungsmann in der CIA-Villa, und ich bin der CIA-Verbindungsmann bei PsyOps. Gemeinsam leiten wir eine ganz kleine, kompakte Unternehmung […]. Wir kartieren Tunnel“, so der Colonel. Was dem Colonel für die Vietcong-Tunnel, wenn sie einmal kartiert sind, zunächst vorschwebt, sind „geruchlose psychoaktive Substanzen. […] Das Zeug in das Tunnelsystem eindringen lassen. Die Wichser würden dann mit einer Gehirnaktivität aus den Löchern rausgeschwärmt kommen“ und leichte Beute sein.
Skip wird unter falschem Namen als vermeintlicher Kanadier in einem abgelegenen Landhaus stationiert, um im Auftrag des Ökumenischen Rats Kanadas angeblich „die Bibel zu übersetzen oder so was“. Tatsächlich hat Skip weiterhin wenig zu tun, außer sich dort nach wie vor „in einer Regenbogenblase der Bedeutungslosigkeit“ um die private nachrichtendienstliche Bibliothek des Colonels zu kümmern und sich gelegentlich dessen Ideen zur Operation Gerader Rauch anzuhören: „Angenommen, Hanoi lebte in dem Glauben, ein ungehorsames Element im US-Oberkommando habe beschlossen, im Hafen von Haiphong eine Atombombe zu zünden. […] Würde das Hos Denken nicht ein ganz klein wenig manipulieren? Wenn er dächte, dass ein paar verrückt gewordene Arschlöcher beschlossen hätten, die Sache ohne Befehl von oben zu Ende zu bringen? […] Das ist psychologische Kriegsführung. Es geht darum, das Urteilsvermögen des Gegners zu untergraben.“
Inzwischen kommandierte der Colonel „kraft seiner Autorität, Mumm und Aufschneiderei“ in Cao Phuc „ein halbes Dutzend Züge, die den Berg rauf- und runterrannten, plus seinen eigenen Hubschrauber.“ Parallel dazu läuft über Hao, einen einheimischen Helfer des Colonels und Schulfreund Trung Thans, die Anwerbung Trungs als Doppelagent des Colonels. Trung liefert einige Informationen über die bevorstehende Tet-Offensive, die sich als zutreffend erweisen. Der Colonel ist interessiert daran, dass Trung nach Nordvietnam zurückkehrt. Gleichzeitig hatte der Colonel „während der Tet-Offensive einen ganzen Zug verloren […], und man fing sich an zu fragen, was in Cao Phuc verdammt nochmal eigentlich vor sich geht.“ Zum 1. September 1968 wird die „Landezone“ bei Cao Phuc aufgelöst. Zwei Monate später sollte der Colonel in die USA zurückgerufen werden, was er aber ignoriert.
Da Trung sich als zuverlässig erwiesen hat, möchte der Colonel ihn einsetzen „auf Langstrecke, aber an der kurzen Leine. Damit alles in der Familie bleibt“, zu der er nur noch seinen Neffen Skip, Storm, Hao sowie seinen Privatpiloten Minh zählt, Haos Neffen. Und seinen ehemaligen Kriegs-Kameraden Anders Pitchfork, „wenn wir ihn brauchen. Pitchfork ist im Lande.“ Trung soll „für eine einmalige Operation wieder in den Norden, ein bisschen Desinformation abliefern. Das ist die Operation, für die ich dich geholt habe, Skip, Operation Gerader Rauch.“ Skip wird vom Colonel beauftragt, mittels seiner Vietnamesisch-Kenntnisse eine persönliche Beziehung zu Trung aufzubauen, der in Skips Landhaus einquartiert wird: „Du dienst einfach als Schwamm.“ Die Legende der für Trung vorgesehenen „Unterlagen“: Sie seien durch den Angriff auf die US-Botschaft während der Tet-Offensive „vom Winde verweht“ worden und beinhalteten das Protokoll einer Sitzung über die Verhinderung eines Komplotts durch US-Staatsangehörige, „die glauben, sie könnten einen Atomsprengkopf abzweigen. Diese schrecklichen Menschen wollen ihn nach Hanoi schmuggeln und dem Unsinn ein Ende machen.“ Das Ziel der Operation Gerader Rauch sei „eine Pilzwolke – wenn schon keine echte über dem Schutt von Hanoi, dann doch die Furcht vor ihr im Kopf von Onkel Ho“. Inzwischen allerdings beginnen die US-amerikanischen Behörden gegen die Eigenmächtigkeiten des Colonels vorzugehen: In einem Schul-Keller in Saigon ist durch Rick Voss und einen Geheimdienstler namens Terry Crodelle eine Verhörzentrale eingerichtet. Hao wird von Crodelle angeworben. Auch Skip wird durch Voss und Crodelle in die Mangel genommen, allerdings zunächst vergeblich. Am 17. Februar 1969 taucht der Colonel bei Skip im Landhaus auf: Skip wird an dem Unternehmen Gerader Rauch nicht mehr beteiligt, denn der Colonel mutmaßt Verrat durch Skip. Trung ist aus dem Landhaus entfernt, Hao bringt Trung in einem Zimmer über einem Café in einem Mekong-Flussweiler unter, später in einem Vier-Zimmer-Hotel in Saigon. Aber Hao informiert auch die Gegner des Colonels über Trungs veränderte Aufenthaltsorte. In den USA hat inzwischen der BND-Agent Dietrich Fest, der in den vorangegangenen neun oder zehn Jahren zehn Killer-Einsätze für andere Geheimdienste übernommen hatte, durch den CIA-Mitarbeiter Charles Showalter den Auftrag bekommen, Trung in dessen Zimmer umzubringen. Bevor Fest dazu kommt, wird Fest allerdings durch Jimmy Storm getötet, da Hao vor dem Auftauchen eines Killers warnte. Fests Tod wird später allerdings Trung angelastet, der dafür in einem Gefangenenlager landen und nach Ende des Vietnamkrieges als Held gefeiert werden wird.
Kurz vor dem Tod Fests wird gerüchteweise bekannt, dass der Colonel umgekommen sei. Über die Todesursache schießen die Gerüchte ins Kraut. Die banalste: Herzinfarkt. Aber nicht die Einzige: „Der Colonel sei in Da Nang von einer Prostituierten erstochen worden – der Bruder seiner vietnamesischen Geliebten am Mekong-Delta habe ihm die Kehle durchgeschnitten – der Colonel sei von feindlichen Agenten zu Tode gefoltert worden oder einem Attentat zum Opfer gefallen“. Die vorletztgenannte Variante passt in den Augen Jimmy Storms sehr gut zu einer einstigen Idee, wie ergänzend zum Vortrag des Doppelagenten Trung die Desinformation an den Feind gelangen könnte: „Wie spielen wir dem Feind – genauer gesagt: Onkel Ho – die Falschinformationen in die Hände, ohne dass er Verdacht schöpft? Durch einen […], der sich gefangen nehmen und foltern lässt? Durch einen Doppel, der gefälschte Dokumente ’stiehlt‘?“, fragt der Colonel: „Wenn die Information aus verschiedenen Quellen käme, würde das ihre Glaubwürdigkeit erhöhen“. Ebenso wie über die Todesart gibt es Gerüchte über der Grab des Colonels. Ist es wegen seiner US-Ehegattin in Boston? Oder bei seiner vietnamesischen Zweitfrau/Geliebten? „Minh zufolge […] hatte der Colonel sich in oder bei Binh Dai, einem Dorf am Mekong-Delta, eine Ehefrau gehalten. Nachdem der Colonel von den Vietcong gefangen genommen worden und in ihren Händen umgekommen sei, habe man seinen Leichnam dorthin zurückgebracht […] und ihn seiner Witwe übergeben – Finger, Zehen, Zunge und Augen waren herausgerissen, alle Knochen gebrochen. Die Einwohner des Dorfs […] begruben die Leiche […]. Durch die andauernden Niederschläge“ sei der Sarg wieder aufgeschwemmt worden, und man habe in ihm „einen nackten jungen Colonel Francis, makellos, unberührt“ gefunden – also nicht eine wirkliche Leiche des Colonels.
Während seines zweiten Verhörs flieht Skip in sein Landhaus, bekommt dort Besuch von Jimmy Storm, der ihm mitteilt, dass Rick Voss bei einem Hubschrauberflug gen Cao Phuc von den Vietcong abgeschossen worden sei. Storm schlägt den vermeintlichen Verräter Skip zusammen und behauptet, ehe er verschwindet, außerdem, dass der Colonel lebe. Bald darauf besucht Crodelle Skip in dessen Landhaus, berichtet, dass Hao und dessen Frau auf den Weg außer Landes seien. Bevor Skip die ihm zur Ausreise angebotenen 6000 US-Dollar annimmt, verbrennt Skip die private nachrichtendienstliche Bibliothek des Colonels, an der Crodelle sich interessiert zeigte.
Da „der oberste Ränkeschmied tot und begraben war“ (wenn auch auf unklare Art und Weise), rechnet Skip mit einer „Art Begnadigung“, bekommt sie. „Nachdem ich Vietnam verlassen hatte, hörte ich auf, für die ganz großen Verbrecher zu arbeiten, denen ich diente, als ich Dich kennenlernte, und begann, mich bei den mittelgroßen zu verdingen“, schreibt er 1983 aus Kuala Lumpurs Pudu-Gefängnis an Kathy. Denn am 12. August 1982 wurde Skip von der malaiischen Obrigkeit auf der malaiischen Seite des Belum verhaftet und als „Großhändler verbotener Waffen, […] Geißel unserer Gesellschaft, […] Schieber, der unser ureigenes Blut verkauft“ zum Tode verurteilt. Durch das dank des Todesurteils verursachte Presseecho wird Jimmy Storm auf Skip aufmerksam. Storm glaubt weiterhin an ein Fortleben des Colonels, hat ein nomadenhaftes Leben geführt. „In Bangkok hatte er gehört, der Colonel kaufe und verarbeite in der Region vielleicht Rohopium. Von Bangkok aus […] zog er hinunter nach Kuala Lumpur“, wo er vom Todesurteil gegen Skip erfuhr. Storm besteht Skip gegenüber darauf, dass der Colonel noch lebe, will von Skip einen Hinweis auf dessen Aufenthaltsort, erpresst Skip mit dem Wohlergehen von dessen inzwischen auf den Philippinen gegründeter Familie, so dass Skip den Namen eines Kneipen-Besitzers in Gerik (Nord-Perak) nennt, der gegen Entlohnung tatsächlich mit Storm in einem Motorboot gen Grenze reist und ähnlich wie Skip durch Storm mit Gewalt bedroht wird, Informationen über einen Aufenthaltsort des Colonels preiszugeben. Ähnlich wie Skip bestätigt der Kneipen-Besitzer Storm in dessen Wahn, er könne den Colonel finden: „Er ist nicht weit. Gleich hinter der Grenze, in Thailand. […] Wer den Gummibaumpfaden in die Dörfer des Belum-Tals folgt, findet den Colonel leicht.“ In anderer Gesellschaft reist Storm dann weiter, per Motorrad, zu Fuß, über die Grenze hinweg, trifft dort im April 1983 auf Anders Pitchfork, der sich dort als Ruheständler einer Chemiefirma niedergelassen hat. Storm breitet Pitchfork gegenüber seine Theorie aus: Der Colonel habe sich 1969 „gefangen nehmen lassen, absichtlich, Mann, als Teil eines Szenarios der psychologischen Kriegsführung, und was immer dabei herausgekommen ist, liegt im Verborgenen, aber so viel ist in steinerne Scheiße gemeißelt: Er macht es den Leuten noch immer ein kleines bisschen schwerer, Kommunist zu sein.“ Pitchfork weiß nur zu berichten (und das nicht aus erster Hand), der Colonel sei im Begum-Tal, das er von Militäroperationen in den 1950er-Jahren kannte, „urplötzlich aus unerklärlichen Gründen gestorben.“ Er, Pitchfork, pflege nun das dortige angebliche Grab des angeblich dort verstorbenen Colonels.
Weiterer Haupthandlungsstrang
Der zweite Haupthandlungsstrang widmet sich dem Schicksal der Gebrüder Houston. Der ältere Bruder, William Houston, wird 1966 während eines Landurlaubs Zeuge eines Mordes, da ein Kamerad von William jemanden erschießt. Weil William den schießwütigen Kameraden nicht wiedersehen will, bleibt er dem gemeinsamen Schiff fern, was seine insgesamt zweite Degradierung zur Folge hat. „Die erste war die Konsequenz ’wiederholter kleiner Regelverstöße‘ während seiner Dienstzeit auf dem Marinestützpunkt Subic Bay gewesen, nachdem er an den Lasterhöhlen außerhalb der Lagertore Geschmack gefunden hatte.“ Währenddessen lässt Williams jüngerer Bruder James die High School in Phoenix (Arizona) hinter sich, meldet sich freiwillig zum Militär, wo ihn eine Grundausbildung voller „Ungewissheit, Demütigung, Irritation, Erschöpfung“ erwartet, und dann: „Sie schickten ihn nach Vietnam“. Dort landet James im Dienste des Colonels in Cao Phuc und schließt nur zwei neue Freundschaften, während er die alten abbricht: Er hört auf, „seine Freunde anzurufen, ging nicht mehr ans Telefon, wenn Stevie dran war“, seine High-School-Liebe. James empfindet „ein Gefühl des Ausgeschlossenseins“, geht in einen demolierten vermeintlichen Vietcong-Tunnel rein, was ihm einen Ruf als Tunnelratte einträgt. Am dritten Tag seines zweiten Dienstjahres entfernt James sich unerlaubt von der Truppe, nachdem seine beiden einzigen Freunde dort abgemustert haben, geht ans Meer nach Phan Thiết oder Mũi Né, geht wieder vom Meer fort, trifft den Colonel in einer Kneipe, der ihn maßregelt: „Sie melden sich gleich morgen früh bei Ihrem Zug zurück. […] Ausnüchtern und wieder hingehen. […] Wir regeln das und schicken Sie auf einen Fernspäher-Lehrgang“, gemäß James‘ eigenem Wunsch.
Derweil James Houston als Fernspäher weiter in Vietnam dient, wird dessen älterer Bruder William wegen einer Schlägerei vorzeitig aus dem Dienst entlassen, findet in den USA Arbeit als Aufräum- und Reinigungskraft bei einer Sand-und-Kies-Firma oder als Lagerarbeiter bei einer Saatgutfirma, wünscht sich statt seines Brotberufs „zurück zur Navy, zur Heilsarmee – oder seinetwegen auch ins Gefängnis“, landet mal für drei Wochen, mal für ein Jahr im Knast. William „hatte im Leben noch keinen Kampf verloren und wollte gern alle verprügeln, die versuchten, ihn zum Affen zu machen“, doch das zählt im Zivilleben nicht. „Seine Jobs hatten ihm seine Seele abverlangt und ihn dafür mit Armut entlohnt, die Frauen, auf die er sich eingelassen hatte, waren rasch zu Nervensägen geworden. Alkohol hatte ihm schöne Zeiten beschert, ihn aber auch oft in die Arme der Polizei getrieben.“
Während William in eine Abwärtsspirale des Zivillebens gerät, verkommt auch sein jüngerer Bruder James beim Militär zunehmend. Nachdem ein Kamerad bei einem Hinterhalt getötet wurde, bemächtigt sich James‘ Einheit einer vietnamesischen Zivilistin, und nach einer Gruppenvergewaltigung durch die US-Soldaten tötet James die Vietnamesin mit einem Bowiemesser. Um die Sache unter den Teppich zu kehren, wird James auf Heimaturlaub geschickt und anschließend ehrenhaft entlassen. Im heimischen Phoenix gerät James prompt in Konflikt mit der Obrigkeit, „wegen minderschwerer Körperverletzung“, weil die Polizei ihn viermal in zwei Wochen bei einer Prügelei erwischt. James beginnt mit einer Gefängnisbekanntschaft seines Bruders William eine Raubserie, die mit Verhaftung endet. Weil er „im Krieg gedient hatte, konnte James für dieses Mal damit rechnen, dass er nicht mehr als drei Jahre bekommen würde“. Damit, mit dem Jahr 1970, endet die Betrachtung des Schicksals der beiden im Zivilleben gescheiterten Houston-Brüder in dem Roman.
Nebenhandlungen
Neben den Haupthandlungssträngen wartet Ein gerader Rauch mit zahlreichen Nebenhandlungen auf. Beispielsweise nimmt Skip an Dschungelpatrouillen gegen die marxistischen Huks ein, Trung soll versprengte Aktivisten der Hòa Hảo für den Vietcong gewinnen oder treibt in Saigon Spenden für den Kampf gegen die US-Amerikaner ein, und Kathy nimmt sich der Waisenkinder Vietnams an: „Der Krieg hatte viele von den Kindern, um die sie sich kümmerte, schwer geschlagen, ihnen ein Bein genommen oder beide, einen Arm oder beide, das Gesicht verbrannt, sie des Augenlichts beraubt. Und zu Waisen gemacht.“ Im Sumpf des Vietnamkrieges kommt es Stromsperren und Gelagen in der Etappe, die Soldaten besuchen Kaschemmen und Prostituierte, geben sich Suff und Drogen hin, machen sich der Folterung schuldig, der Hinrichtung und der Kriegsverbrechen. Und während auf der einen Seite des Pazifiks tödliche Zeiten angebrochen sind, schlagen einige Protagonisten auf der anderen Pazifik-Seite die Zeit tot, sind in High-School-Nöten oder werden Teil des Wüsten-Prekariats. In jene Welt heimgekommen, erweisen sich die Vietnam-Veteranen oft als aus der Bahn geworfen und unbrauchbar für’s Leben: Wenn William Houston sich in der Navy ebenso wie im Gefängnis heimisch fühlt, ist das nur eine Variante der Lebensumstände in Südostasien: „Die Menschen in den Ländern hier […] sind in ihren Lebensumständen eingesperrt wie Kriminelle in einem Gefängnis“, wie Kathy zu Skip meint.

## Textanalyse
Bei Ein gerader Rauch handelt es sich um eine auktorial erzählten Roman. Der Zeitrahmen von Ein gerader Rauch erstreckt sich von 1963 bis 1970, mit einem abschließenden Kapitel im Jahre 1983. Die Orte der Handlung liegen hauptsächlich in Vietnam, teilweise auf den Philippinen und in den USA, im abschließenden Kapitel „1983“ auch in Malaysia.

### Titel
Der Titel des Buches stammt aus der Bibel. Zweifach Bezug genommen wird in dem Roman auf eine Bibelstelle im Buch Joel (Joel 3,3 , bei Johnson einmal fälschlich als Joel 3,30-31): zum einen im Kapitel „1965“, als Pater Carignan von ferne eine Rauchsäule von einem Dorf aufsteigen sieht, das von Tadtad-Paramilitärs überfallen und abgebrannt wurde, zum anderen bei einem Kartei-Eintrag in der privaten nachrichtendienstlichen Bibliothek des Colonels. Bei dem Kartei-Eintrag finden sich zwei weitere Bibelstellen mit Bezug auf den Geraden Rauch, nämlich aus dem Hohelied Salomos (Hld 3,6 ) und dem Buch Exodus (Ex 33,9-10 ).

### Hintergrund
Johnson lässt in den Roman seine teilweise in Südostasien verbrachte Kindheit als Sohn eines US-Geheimdienstoffiziers einfließen. Darüber hinaus sind laut Johnson Einzelheiten über die frühe Militärkarriere des Colonels inspiriert durch die Memoiren Warriors who ride the wind von William F. Band. Unverkennbar gerade im letzten Kapitel, als Jimmy Storm sich auf die Suche nach dem Colonel macht, ist ein Bezug auch auf Joseph Conrads Herz der Finsternis und dessen in Vietnam spielende Film-Interpretation Apocalypse Now.

### Themen
Viele der Themen aus Johnsons früheren Büchern werden in Ein gerader Rauch rekapituliert, darunter die Sicht auf eine USA, deren Bürger auf eine Welt „losgelassen“ werden, die sie nicht verstehen. Die drei zentralen Themen des Romans leiten sich jedoch einfach aus dem Charakter des Buches als Agentenroman ab, als „Kriegs- und Familienroman, in dem die Konflikte verschiedener Familien die großen Konflikte der Zeitgeschichte widerspiegeln“.
Mythos und Realität, Lüge und Wahrheit
Eine Motivation für den Doppelagenten Trung ist, dass er nicht für vage Zukunftshoffnungen in der Gegenwart zu büßen will: „Ein Frieden, der für eine andere Zeit oder einen anderen Ort versprochen wurde, war eine Lüge“, denkt Trung, „eine monströse Lüge“. Zu Beginn seiner politisch-militärischen Laufbahn hatte es Trung nichts ausgemacht, „dass sie gelogen hatten. Die Amerikaner waren da. Zuerst würden wir uns mit den Amerikanern befassen müssen, dann könnten wir uns der Wahrheit zuwenden. Ich hatte unrecht. Die Wahrheit ist das Höchste. Die Wahrheit zuerst. Immer die Wahrheit. Alles andere kommt danach.“ Der Colonel dagegen nimmt wahr, wie falsche Informationen die Wahrheit der Front negativ beeinflussen: „Was unter anderem ausgesiebt wird, ist die eine, spezielle Information, die uns das Leben schwermachen würde, weil sie unseren Vorgesetzten nicht passt. Und was übrig bleibt, ist eine Lüge, die auf dem Schreibtisch des Vorgesetzten landet […]. Die Lügen wandern nach oben, und was wieder runterkommt, ist schlechte Politik, falsche Politik. Einfältige Ideen werden auf den vorgezeichneten Bahnen in die Tat umgesetzt, und irgendwo weit weg, hier draußen an der Front, beginnen unsere Gliedmaßen wie verrückt zu zucken.“ Diese Pervertierung der Realität durch die Lüge will der Colonel gezielt ausnutzen: Die Geheimdienst-Operation Gerader Rauch soll den echten Krieg durch eine fiktive, scheinbar bevorstehende Kriegsoperation ergänzen, die dann durch die hervorgerufene Furcht vor einer atomaren Apokalypse wiederum den echten Kriegsverlauf beeinflusst. „Um unsere Kriege führen zu können, heben wir sie auf die Ebene von Menschenopfern, und wir berufen uns unentwegt auf unseren Gott“, so der Colonel: „Ich glaube, wir müssen uns auch mit den Göttern der anderen abgeben. Und mit ihren Teufeln, ihren Aswangs. Sie fürchten unsere Götter und Teufel und Aswangs mehr, als sie uns je fürchten werden.“ Schon zu Lebzeiten eine Legende, wird der Colonel posthum dann dank umstrittener Todes-Ursache, umstrittenen Sterbe-Orts und umstrittenen Grab-Orts selbst zum Mythos: Er hatte „sich selbst in großem Maßstab entworfen, hatte verzückt der Saga von seiner Lebensreise gelauscht und den eigenen Mythos durch ein Labyrinth von Tunneln gejagt, ins Märchenland der Kindergeschichten hinein und in einem geraden Rauch gen Himmel.“
Krieg
Passend zur Fiktion eines atomaren Armageddon über Hanoi ist für den Colonel der Kalte Krieg „ein verdeckter Dritter Weltkrieg. Es ist ein Stellvertreter-Armageddon. Es ist ein Kampf zwischen Gut und Böse, und sein wahres Schlachtfeld ist das Herz jedes Menschen“, woraufhin sein Neffe Skip meint: „Aber es ist nicht nur ein Kampf zwischen Gut und Böse […]. Es ist auch einer zwischen plemplem und nicht plemplem.“ Die Stilisierung des Krieges als Kampf zwischen Gut und Böse ist in den Augen von Hao jedoch auf die Dauer dem Sieg abträglich: „Die Amerikaner werden nicht gewinnen. Sie kämpfen nicht um ihre Heimat. Sie wollen nur die Guten sein. Um die Guten zu sein, brauchen sie bloß eine Zeitlang zu kämpfen, dann können sie gehen“, so dass ihr Aufenthalt nur ein weiterer Akt im Drama Vietnams ist: Die „Amerikaner waren letzten Endes nur ein weiterer wilder Haufen von Marionettenspielern. Der Vorhang fällt, die Franzosen treten ab, der Vorhang hebt sich, das amerikanische Marionettenspiel beginnt.“ Hao und sein Schulfreund Trung sind es dann auch, die zum Verräter werden und damit ein Symptom des Nachdenkens zeigen: „Krieg heißt handeln. Nachdenken führt zum Verrat“, so Skip an einer Stelle des Romans, der insgesamt schonungslos die Erbärmlichkeit und die Sentimentalität des Krieges zeigt: „Sie warfen Handgranaten durch offene Türen und sprengten ahnungslosen Bauern die Arme und Beine weg, sie retteten Welpen vor dem Verhungern und schmuggelten sie unter ihren Hemden heim nach Mississippi; sie brannten ganze Dörfer nieder und vergewaltigten junge Mädchen, sie stahlen Jeepladungen voller Medikamente, um Waisenkindern das Leben zu retten.“
Menschliche Verlorenheit und zwischenmenschliche Beziehungen
Ein gerader Rauch liefert „eine höchst präzise Darstellung von Richtungslosigkeit“ der durch den Krieg noch mehr Menschen anheimfallen als ohnehin: Trung denkt über die Hòa Hảo, sie würden „von der Geburt bis zum Tod nichts als Entwurzelung, Wanderschaft, Krieg“ kennen, lebt aber seinerseits genau so. Der Colonel ist froh über diese Entwurzelung und gibt seiner US-Ehefrau recht, wenn jene meint, er sei „auf der Flucht vor meinem gescheiterten Leben in diesen Krieg gezogen. […] Ich bin hier, weil ich nicht wieder in mein Vaterland zurückwill. Zurück? Wohin denn? An einen Ort voller linkslastiger weibischer Spinner, an dem ich mich nicht zurechtfinde.“ Der Colonel meint, stattdessen im Krieg eine neue, bessere Familie gefunden zu haben, zu der selbstverständlich auch Einheimische gehören. Er „hat eine Lehre für uns, und die lautet: Verlass dich auf die Einheimischen. Er hat sich nie von ihnen abgesondert, er hat sich an sie angekoppelt. Aber dadurch sondert er sich von uns ab, von seinen Leuten“, meint Crodelle über den Colonel. „Das ist es, was der Krieg dir gibt. Eine Familie, etwas, das stärker verbindet als Blut. Dann kehrst du in den Frieden zurück, und was erwartet dich dort? Feinde, die dir den Dolch in den Rücken stoßen, ein paar Zimmer den Büroflur runter“, so der Colonel. Ein Schwager von Hao (und Onkel von Minh) dagegen stellt für sich fest, wie wichtig die biologische Familie sei: „Wir leben in Zeiten des Krieges. Wir können auf nichts anderes bauen als auf unsere Familie.“ Trung meint: „Das Leben in der Familie, im Dorf, das ist Gemeinschaft – nicht die Kolchose.“ Und in den USA bilanziert William Houston: „Familie sollte besser noch was wert sein. Weil alles andere nämlich nichts mehr wert ist.“
Am Rande von Ein gerader Rauch entwickeln sich auch Liebesgeschichten, die jedoch scheitern. James Houston unterliegt in den heimischen USA nach dem Sex mit seiner High-School-Liebe Stevie einer „bleiernen Atmosphäre von Enttäuschung und Zweifel“, und als James in Vietnam seinen Dienst anfängt, „schrieb James Stevie viele kurze Leidensbotschaften, schickte ihr billigen Schmuck aus Saigon, freute sich über ihre Briefe und versuchte, sich ihr Gesicht und ihre Stimme vorzustellen, wenn er ihre Zeilen las. Dann konnte er sich eines Tages nicht mehr so recht an sie erinnern.“ Die Liebesbeziehung zwischen Skip und der Witwe Kathy Jones dagegen erscheint zumindest am Anfang in einem anderen Licht: „Angesichts dieses gekünstelten, vor Verzweiflung zerfließenden Lächelns rüttelte Mitleid an seinem Herzen“, und als Skip Kathy in seinem Landhaus zufällig wiedertrifft, weil Kathy aus Heimatgefühl einem ihr unbekannten Kanadier (Skips Schein-Identität) einen Besuch abstatten wollte, lebt nach einigen Äußerungen der Verbitterung die Liebschaft kurz wieder auf. Erst im Angesicht seiner in Malaysia bevorstehenden Hinrichtung findet Skip allerdings die Kraft, seiner Verflossenen zu schreiben: „Kathy, ich glaube, ich habe Dich geliebt. Das ist mir mit keinem anderen Menschen je ganz passiert.“ Kathy dagegen geht es mit Skip nun so ähnlich wie James mit Stevie: „Ja, sie konnte sich an den Onkel erinnern. […] An Skip konnte sie sich nicht annähernd so gut erinnern.“

### Figuren
Hauptfiguren
- Colonel Francis Xavier Sands: Geboren circa 1911 in Boston,[118] studierte der spätere Colonel ab 1930/31 ab der University of Notre Dame, wurde Ende der 1930er Jahre Army-Pilot. „Anfang 1941 wurde Captain Sands […] aus der Armee entlassen, um mit fast einhundert weiteren amerikanischen Piloten“ bei den Flying Tigers Einsätze in Burma zu fliegen. Beim Vorhaben, britische Fallschirmtruppen abzusetzen (darunter Anders Pitchfork) wird Sands von japanischer Flak abgeschossen,[119] leistet zusammen mit Pitchfork „Zwangsarbeit an der Eisenbahnstrecke Siam-Burma: Seuchen, Prügel, Folter, Hunger“.[120] Bei einer Überstellungs-Fahrt entkam Sands vor Mindanao von Bord, „lebte zwei Jahre lang in einer Reihe von Inseldörfern in der Sulusee, bis er endlich einen Platz auf einem Frachter ergatterte, der ihn nach Australien mitnahm.“[120] Anfang der 1950er Jahre nahm ihn die CIA wegen seiner Südostasien-Erfahrung auf, „immer in quasimilitärischer Funktion und gewöhnlich jenseits aller Aufsicht aus Langley, wo man zu sehr auf Osteuropa und die Sowjets fixiert gewesen war.“[121] Teilweise zusammen mit Lansdale kämpfte Sands auf den Philippinen, in Südvietnam, in Laos gegen die Kommunisten.[122] Zum Zeitpunkt der Carignan-Ermordung ist Sands „der zuständige Sektionsoffizier für die Insel Mindanao“.[10] Sands besitzt ein gewinnendes Wesen,[104] ist in Skips Augen „eine Naturgewalt“,[123] in Kathys Augen „ein faszinierender alter Schurke“.[124] Stets tritt der Colonel in Zivil auf[4] und spricht ab spätnachmittags „gewaltig“[125] dem Alkohol zu. „Er hatte einen Brustkorb wie ein Fass und einen Schmerbauch, dazu O-Beine, dazu einen Sonnenbrand. […] Ein silberner Bürstenhaarschnitt bedeckte seinen Kopf, der wie ein Amboss aussah.“[122] Der Colonel besitzt „ein gespenstisches Gespür dafür, was in den Köpfen anderer“ vorgeht,[126] kann „führen, aber er kannte keinen Gehorsam“,[121] empfindet nach eigenem Bekunden Institutionen gegenüber keine Loyalität[127] und verhält sich entsprechend respektlos: „Mich feuern? Mich einlochen? Mich töten? […] Ich habe alles Mögliche hinter mir. Was können sie mir jetzt noch anhaben? Ich war Gefangener der Japaner. Womit hoffen oder glauben sie denn, mich noch schrecken zu können?“[128] Zunehmend vereinsamt,[129] besitzt der Colonel letztlich „einen Kurtz-ähnlichen Charakter“.[130]
- William Michael „Skip“ Sands: Das Einzelkind[131] wurde am 28. Oktober 1936[132] in Miami geboren, hat einen Bachelor von der Indiana University, einen Master von der George Washington University.[21] Skips Vater Michael (älterer Bruder von Francis)[133] ist beim Angriff auf Pearl Harbor gefallen.[134] Die CIA warb Skip an der Indiana University an.[135] Mitte Juni 1965 kam Skip nach Manila,[134] im Jahr 1969 arbeitet er in Saigon für die CIA-Abteilung Internal Operations, „vor allem in Zusammenarbeit mit PsyOps“.[136] Skips Gang ist schlaksig,[137] und „vielleicht unter dem Einfluss der spanischen Relikte in dieser Region“ lässt er sich einen Schnurrbart stehen.[135] Nach eigener Einschätzung ist Skip einerseits ein Feigling,[138] sucht andererseits das Abenteuer, freut sich in Saigon auf „eine Kriegsmetropole, eine feudale Lobby voller abenteuerlicher Geschichten, wimmelnd von Spionen und Betrügern, entwurzelten und ihrem einstigen Ich keine Rechenschaft mehr schuldigen Menschen. In vielen Sprachen gesprochene Pakte, obskure Treffen, Gesichter mit falschem Lächeln, abschätzende Blicke. Seelenkrüppel, Nomaden, Helden. Lügen, Narben, Masken, Intrigen aus Habgier. Das war es, was er wollte“.[139] Seinem Onkel, dem Colonel, ist Skip bedingungslos ergeben, bewundert ihn: „ein Mensch von gepeinigter Größe […] Wo immer diese Reise uns hinführt, ich gehe mit.“[140]
- Kathy Jones: Die gelernte Krankenschwester[141] stammt aus der Nähe von Winnipeg.[142] Auf den Philippinen arbeitet sie als Schwesternhelferinnen-Ausbilderin.[143] Wie ihr verstorbener Mann ist Kathy bei den Siebenten-Tags-Adventisten, tritt auf den Philippinen offiziell aber im Namen einer nichtkonfessionellen Organisation auf.[144] In Vietnam arbeitet Kathy als Mitarbeiterin eines Netzwerks zur Adoptions-Förderung.[145] Sie ist „jung und doch irgendwie nicht jugendlich“,[146] hat „ein volles Gesicht, pralle Wangen, einen Kranz dicker, fast wie Lammfell gelockter Haare, sehr sanfte und gütige braune Augen, und ihre Hände waren zart und kräftig zugleich. Wenn sie redete, berührte ihre Zunge die kleinen, ganz ebenmäßigen Vorderzähne. Sie war interessant, liebenswert, attraktiv“,[147] intellektuell, „schlagfertig und von Geburt an traurig […]. Eine Mischung aus Angriffslust und Reue im Gesicht.“[148] Kathy ist eine von fünf Sexualkontakten Skips in dreißig Jahren, und die einzige, die kein One-Night-Stand war.[149]
- James Houston: Der Sohn einer alleinerziehenden Frömmlerin aus Phoenix hat „einen Boxerhaarschnitt, der seinen Kiefer breit und kräftig wirken ließ“.[150] Geboren im Juni 1949[151] hat James sich unter Vortäuschung eines falschen Alters vorzeitig beim Militär beworben[152] und wird Infanterist.[153]
- William „Bill junior“ Houston: Der 1946 geborene,[154] seinem Bruder entfremdete Bill Houston hat 1963 noch zwei Jahre Navy vor sich.[155] Er ist auch die Hauptfigur in Johnsons Debütroman Angels (dt. Engel der Hölle oder Engel).[156]

Nebenfiguren (Auswahl)
- Trung Than: Sein Vater wurde von den französischen Kolonialherren getötet.[157] Er ist ein Vietcong, gebürtig in Südvietnam, doch hat aufgrund langen Aufenthalts im Norden einen nordvietnamesischen Akzent.[87] Dieser Schulkumpel von Hao[158] „hat schon gegen die Franzosen gekämpft. Hat als Gefangener auf Con Dau gesessen. Ist in den Norden gegangen“,[159] 1964 aus Nordvietnam zurückgekehrt.[160] Vor der Tet-Offensive, an der er beteiligt ist, läuft Trung als Mönch getarnt durch Saigon.[161] Trung „maß ungefähr einen Meter siebzig und hatte O-Beine […]. Er fettete sich die Haare nicht ein; sie standen ihm mitten auf dem Schädel senkrecht nach oben. Seine Haut war dunkel und so beschaffen, dass schon ein paar kleine Kratzer darauf Narben hinterließen. Die buschigen Augenbrauen wuchsen über dem Nasensattel schütter zusammen. Er hatte große Ohren, ein fliehendes Kinn […]. Das Weiß seiner Augen hatte einen Stich ins Gelbliche.“[162] Trung will irgendwann in die USA,[163] denn von den Kommunisten ist er enttäuscht: „Es ist eine Lüge verbreitet worden. Ich selbst habe sie verbreitet. Ich werde der Wahrheit in mir wieder zu ihrem Recht verhelfen.“[164]
- Nguyen Hao: Hao ist ein gescheiterter Kleinunternehmer in einem vom Vater geerbten Familienunternehmen,[87][165] wohnhaft in Saigon[166] und des Englischen leidlich mächtig.[4] Hao gehört zu den lokalen zivilen Hilfskräften der US-Amerikaner, arbeitet unter anderem als Chauffeur für den Colonel, obgleich er die Niederlage Südvietnams voraussieht. Das aber ist ein Teil seines Motivs, für den Colonel zu arbeiten: „Wenn ich den Amerikanern helfe, brauchen wir keine Flüchtlinge zu sein, sie werden uns dabei unterstützen, von hier fortzukommen.“[167] Als sich die Pläne des Colonels zu zerschlagen beginnen, ist das allerdings auch die Motivation, innerhalb des US-Geheimdienstes die Fronten zu wechseln: Hao „hatte sich am Colonel festgehalten wie an einem gewaltigen Baum und erwartet, dass er ihn aus dem Sturm hinaustragen würde. Aber ein Baum geht nirgendwo hin.“[37]
- Nguyen Minh: Minh ist eine Waise, von einer verstorbenen Schwägerin Haos zu ihm gekommen und für Haos Frau „alles, was sie hatte.“[165] Minhs restliche Familie wohnt weiterhin im Mekong-Delta.[168] Mit 17 Jahren begann Minh die Offiziersausbildung in Đà Nẵng,[169] wurde mit 19 Jahren Kampfflugzeug-Flieger bei den südvietnamesischen Luftstreitkräften,[170] ist im November 1963 22 Jahre alt und in Helikopterausbildung.[155] Ab 1967 fliegt Minh keine Flugzeuge mehr, sondern Transporthubschrauber exklusiv für den Colonel.[171] Im Jahr 1969 arbeitet er wieder bei der vietnamesischen Luftwaffe, als „Chauffeur eines Lufttaxis“ für einen General, bleibt dennoch ein Helfer des Colonels.[129] „Minh hatte die Angewohnheit, Situationen und Menschen daraufhin anzuschauen, ob sie Glück oder Unglück verhießen. Er trank Lucky Lager, er rauchte Lucky Strike. Der Colonel nannte ihn ’Lucky‘.“[172]
- Jimmy Storm: Dieser Soldat wurde 1940 geboren,[173] hat ein Bergbautechnik-Studium abgebrochen.[174] Er ist mager, hat ein sonnengebräuntes Gesicht, dunkelbraune Augen, „spektakuläre Tätowierungen und mehr Zahnlücken als Zähne“[175] und gleicht einem „zitternden Hühnerhund“.[176] Für den Colonel ist er ein enger Vertrauter,[177] gelegentlich „Hofnarr“[100] und bleibt durch diese Arbeit für’s Leben gekennzeichnet. „Hast du auch nur die leiseste Ahnung, wie tief sich dieser Mensch in uns eingebrannt hat, Mann? Wie tief das Brandmal reicht?“[178]
- Richard „Rick“ Voss: Dieser Geheimdienstler hat zusammen mit Skip Sands „einen einundzwanzigtägigen Chiffrierungslehrgang in Quantico absolviert“.[179] Voss ist Familienvater, aber wenn „ich ehrlich bin, glaube ich nicht, dass ich es Tag für Tag aushalten könnte. Frauen und Kinder machen mir Angst. Ich verstehe sie nicht. Ich bin lieber woanders.“[180]
- Terrence „Terry“ Crodelle: Dieser Geheimdienstler ist „blass, sommersprossig und strohblond. […] Er hatte stoppelige Wimpern von der Farbe seiner Haare, die Iris seiner Augen war hellblau“.[181] Der hochgewachsene Crodelle mutet „wie ein schläfriger, schlaksiger Intellektueller an.“[182]
- Charles Showalter: Dieser hochrangige CIA-Mitarbeiter taucht nur indirekt im Roman auf, zieht aber von seinem Sommerhaus am Cape Cod aus einige Strippen. Für den Auftragskiller Fest ist Showalter „ein Vorgesetzter, mehr nicht. Showalter schien sich keine Illusionen zu machen, auch Fest war von nichts dergleichen angekränkelt, das schätzten sie aneinander. Deshalb vertraute Fest ihm.“[41]
- Dietrich Fest: Er ist geboren im Dezember 1932[183] und arbeitet eigentlich für die „Abteilung V des westdeutschen Bundesnachrichtendienstes“.[184] Als „Spezialist der unheimlicheren Art“[185] wird er vom Colonel in jenes philippinische Hotel gebracht, in dem auch Skip wohnt,[186] und übt dort Schießen mit einem Hightech-Blasrohr,[187] mit dem er dann Carignan ermordet. Fest ist ein blasser,[188] „bäriger, bärtiger Kerl mit schwerer dunkler Hornbrille und einer Haut, die eher verbrannte als braun wurde, und vollen, weichen Lippen, die nass glänzten, wenn er sprach.“[189]
- Eduardo „Eddie“ Aguinaldo: Er ist ein Major der philippinischen Armee, Hobby-Schauspieler[190] und trägt ähnlich wie Skip einen Schnauzbart in der „Variante junger Filipinos, spärlich verteilte schwarze Haare an der Stelle, wo ein Schnurrbart sein könnte, wenn einer möglich wäre.“[191]
- Anders Pitchfork: Der ergraute Londoner[186] war zusammen mit Colonel Sands in einem „Japsenlager“[192] und „jahrelang beim SAS“.[32] Für die Öffentlichkeit tritt Pitchfork auf den Philippinen als englischer Insektenkundler im Rahmen der Malariabekämpfung auf,[193] am Schluss als Rentner einer Chemiefirma.[60]
- Pater Carignan: Der Geistliche ist aufgewachsen in Bridgewater (Massachusetts) und Boston, jedoch „frankokanadischer Abstammung, weißhaarig, ledrig, mit zögerlichem Auftreten und trübem Blick“.[194] Zum Zeitpunkt seiner Ermordung durch den Auftragskiller Dietrich Fest ist er beinahe 60 Jahre alt.[195]

## Rezeption
Ein gerader Rauch wurde mehrfach in renommierten Feuilletons rezensiert, so zum Beispiel im Guardian, in der New York Times, in der Washington Post oder im Magazin The Atlantic. Diese Rezensionen waren überwiegend positiv. Die New York Times beispielsweise lobte den Roman als „großartiges Buch“. Das Nachrichtenmagazin Time platzierte Ein gerader Rauch in den Top 50 der Belletristikbücher des Jahres 2007 auf Rang 5. Das Buch war außerdem für den Pulitzer-Preis nominiert und erhielt 2007 den National Book Award for Fiction. Die deutsche Übersetzung stieg im November 2008 in die SWR-Bestenliste ein.

## Deutschsprachige Textausgaben
- Ein gerader Rauch. Rowohlt, Reinbek bei Hamburg 2008. ISBN 978-3-498-03222-7.
- Ein gerader Rauch. (=Rororo, Band 24041.) Rowohlt, Reinbek bei Hamburg 2010. ISBN 978-3-499-24041-6.